# Câmara dos Deputados de Luxemburgo
A Câmara dos Deputados do Grão-Ducado de Luxemburgo (em luxemburguês Chamber, em alemão Abgeordnetenkammer, em francês Chambre des Députés) é a sede do poder legislativo de Luxemburgo. A câmara é no formato unicameral e é formada por 60 deputados eleitos por representação proporcional pelo método d'Hondt em 4 distritos eleitorais para servirem mandatos de 5 anos.
Os 4 distritos eleitorais são: o centro com 21 cadeiras, o leste com 9 cadeiras, o oeste com 7 cadeiras e o sul com 23 cadeiras. A sede atual (o Hôtel de la Chambre) foi construída entre 1858 e 1860, seu arquiteto foi Antoine Hartmann.

## Composição
| Partidos | Partidos                                      | Ideologia         | Espectro        | Mandatos |
| -------- | --------------------------------------------- | ----------------- | --------------- | -------- |
|          | Partido Popular Social Cristão                | Democracia cristã | Centro-direita  | 21 / 60  |
|          | Partido Democrata                             | Liberalismo       | Centro          | 14 / 60  |
|          | Partido Operário Socialista                   | Social-democracia | Centro-esquerda | 11 / 60  |
|          | Partido Reformista da Alternativa Democrática | Conservadorismo   | Direita         | 5 / 60   |
|          | Os Verdes                                     | Ecologismo        | Centro-esquerda | 4 / 60   |
|          | Partido Pirata                                | Democracia direta | Centro          | 3 / 60   |
|          | A Esquerda                                    | Socialismo        | Esquerda        | 2 / 60   |